# Eurovision Young Musicians 2022
Het Eurovision Young Musicians 2022 was de twintigste editie van het Eurovision Young Musicians festival en de eerste editie na het geannuleerde festival van 2020 door de coronapandemie. Het vond plaats op 23 juli 2022 en werd voor de eerste maal in de geschiedenis van het festival georganiseerd door de Franse omroep France Télévisions. Het Junior Eurovisiesongfestival 2021 vond eind 2021 ook al plaats in Frankrijk.

## Gaststad
Op 30 januari werd bekendgemaakt dat de Kroatische omroep HRT de editie dit jaar niet zal organiseren. De omroep had van de EBU de optie gekregen om de organisatierechten van 2020 te behouden voor deze editie. Later werd duidelijk dat Montpellier in Zuid-Frankrijk de gastheer voor de twintigste editie zou worden.

## Format
Het format voor de twintigste editie van het festival zou oorspronkelijk niet wijzigen ten opzichte van de vorige editie. De deelnemende landen moesten eerst aantreden in een van de twee halve finales waarin enkel de beste landen zich konden kwalificeren voor de finale. Hierdoor zou de wedstrijd het format volgen dat werd gebruikt in de periode 1986-2012 en sinds 2018.
Door het lage deelnemersaantal werd beslist om één grote finale te houden waarin alle deelnemende landen zouden aantreden.

## Deelnemende landen
Op dezelfde dag dat de terugkeer van het festival werd aangekondigd meldde de Noorse omroep NRK zich aan en maakte daarmee meteen de datum bekend van hun nationale finale. Ook Duitsland maakte enkele dagen later bekend te zullen deelnemen aan deze editie. Ook België nam opnieuw deel aan het festival nadat de RTBF zich had teruggetrokken van de geannuleerde editie van 2020.
Op 7 februari maakte ČT, de Tsjechische omroep, bekend dat het land na vijf opeenvolgende deelnames niet meer zou deelnemen aan het festival. Een specifieke reden werd niet gegeven. Echter, drie dagen later kwam men terug op deze beslissing waardoor Tsjechië dus bleef deelnemen aan het festival.
Op de officiële deelnemerslijst, die op 21 februari werd gepubliceerd, stonden ook Duitsland, Polen, Zweden en Oostenrijk, dat na een eenmalige afwezigheid terugkeerde naar het festival. Hierdoor namen er slechts 8 landen deel aan het festival, een laagterecord. Uiteindelijk werd midden juni de officiële deelnemerslijst gepubliceerd. Hierop stond ook Kroatië, waardoor het deelnemersaantal werd verhoogd tot negen.
San Marino en Slovenië zullen niet meer terugkeren op het festival nadat ze in de vorige editie wel nog aanwezig waren. Ook Albanië, Estland, Griekenland, Hongarije, Israël, Malta, Rusland, Spanje en het Verenigd Koninkrijk haakten af.

## Deelnemers
| Plaats | Land       | Muzikant                        | Instrument |
| ------ | ---------- | ------------------------------- | ---------- |
| 1      | Tsjechië   | Daniel Matejča                  | Viool      |
| 2      | Duitsland  | Philipp Schupelius              | Cello      |
| 3      | Noorwegen  | Alma Serafin Kraggerud          | Viool      |
| -      | België     | Thaïs Defoort                   | Cello      |
| -      | Frankrijk  | Maxime Grizard                  | Cello      |
| -      | Kroatië    | Ivan Petrović-Poljak            | Piano      |
| -      | Oostenrijk | Alexander Svetnitsky-Ehrenreich | Klarinet   |
| -      | Polen      | Milena Pioruńska                | Viool      |
| -      | Zweden     | Lukas Flink                     | Trombone   |

## Wijzigingen

Deelnemende landen
Landen die in het verleden deelgenomen hebben, maar dit jaar afwezig zijn

### Terugkerende landen
- Frankrijk: Op 4 februari 2022 werd duidelijk dat Frankrijk de editie van 2022 zou gaan organiseren. Omdat het organiserende land ook automatisch deelneemt, deed Frankrijk voor het eerst in 22 jaar weer mee aan het Eurovision Young Musicians festival.
- Oostenrijk: Na een eenmalige afwezigheid in 2018 maakte de Oostenrijkse omroep ORF opnieuw haar opwachting op het festival.

### Niet meer deelnemende landen
- Albanië: Dit land stond niet op de officiële deelnemerslijst van 21 februari 2022.
- Estland: Estland zou meedoen aan de geannuleerde editie van 2020, maar stond niet op de officiële deelnemerslijst voor deze editie.
- Griekenland: Griekenland zou meedoen aan de geannuleerde editie van 2020, maar stond niet op de officiële deelnemerslijst voor deze editie.
- Hongarije: De Hongaarse omroep besloot eigenlijk al in 2020 om zich terug te trekken van het festival. Deze beslissing werd doorgetrokken naar deze editie.
- Israël: De Israëlische omroep besloot eigenlijk al in 2020 om zich terug te trekken van het festival. Deze beslissing werd doorgetrokken naar deze editie.
- Malta: Malta zou meedoen aan de geannuleerde editie van 2020, maar stond niet op de officiële deelnemerslijst voor deze editie.
- Rusland: De Russische omroep besloot eigenlijk al in 2020 om zich terug te trekken van het festival. Deze beslissing werd doorgetrokken naar deze editie. Hierdoor zal de titelverdediger haar titel niet kunnen verlengen.
- San Marino: De Sanmarinese omroep besloot eigenlijk al in 2020 om zich na twee opeenvolgende deelnames terug te trekken van het festival. Deze beslissing werd doorgetrokken naar deze editie.
- Slovenië: Slovenië debuteerde in 1994 op het festival en miste sindsdien geen enkele editie. Toch zag de nationale omroep RTVSLO zich genoodzaakt om de Sloveense deelname aan het festival stop te zetten. Financiële problemen waren de oorzaak van deze beslissing.
- Spanje: De Spaanse omroep besloot eigenlijk al in 2020 om zich terug te trekken van het festival. Deze beslissing werd doorgetrokken naar deze editie.
- Verenigd Koninkrijk: De Britse omroep besloot eigenlijk al in 2020 om zich terug te trekken van het festival. Deze beslissing werd doorgetrokken naar deze editie.

## Trivia
- Oorspronkelijk zou Ivan Petrović-Poljak Kroatië al vertegenwoordigen op Eurovision Young Musicians 2020. Nadat dat festival geannuleerd werd, kreeg hij nu een nieuwe kans om namens zijn land deel te nemen.

1982 · 1984 · 1986 · 1988 · 1990 · 1992 · 1994 · 1996 · 1998 · 2000 · 2002 · 2004 · 2006 · 2008 · 2010 · 2012 · 2014 · 2016 · 2018 · 2022 · 2024
Zie ook: Eurovisiedansfestival · Eurovisiesongfestival · Junior Eurovisiesongfestival · Eurovision Young Dancers · Eurovision Choir